# Parîpsî, Popilnea
Parîpsî (în ucraineană Парипси) este o comună în raionul Popilnea, regiunea Jîtomîr, Ucraina, formată numai din satul de reședință.

## Demografie
Componența lingvistică a comunei Parîpsî
     Ucraineană (97,55%)
     Rusă (2,17%)
     Alte limbi (0,27%)
Conform recensământului din 2001, majoritatea populației comunei Parîpsî era vorbitoare de ucraineană (97,55%), existând în minoritate și vorbitori de rusă (2,17%).